# Rathaus West (Karlsruhe)

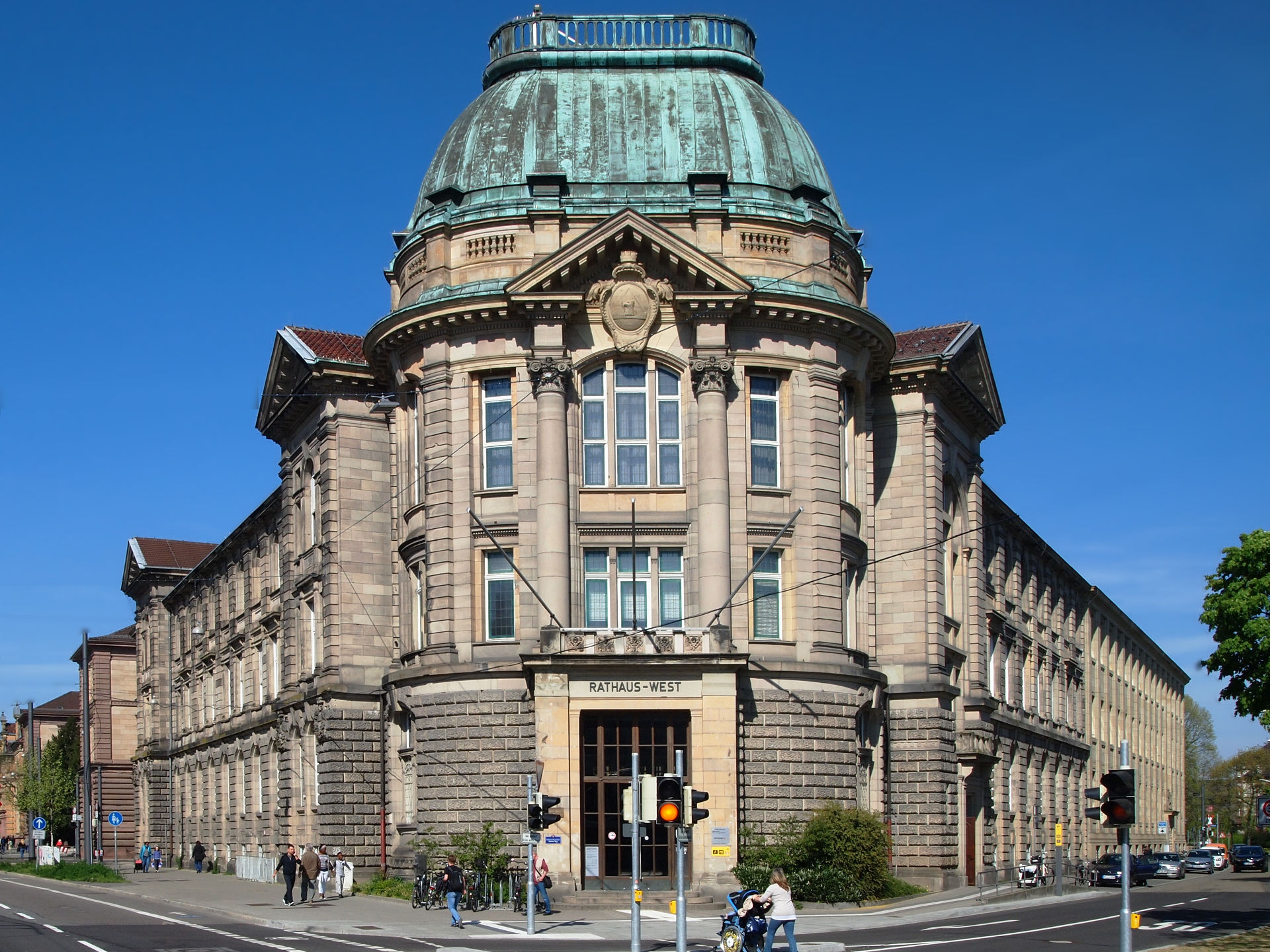
Rathaus West

Das Rathaus West ist eine Niederlassung der Karlsruher Stadtverwaltung in der Weststadt. Das historistische Gebäude am Mühlburger Tor wird hauptsächlich von der Sozial- und Jugendbehörde genutzt. In der Nähe befindet sich auch das Bürgerbüro K8.

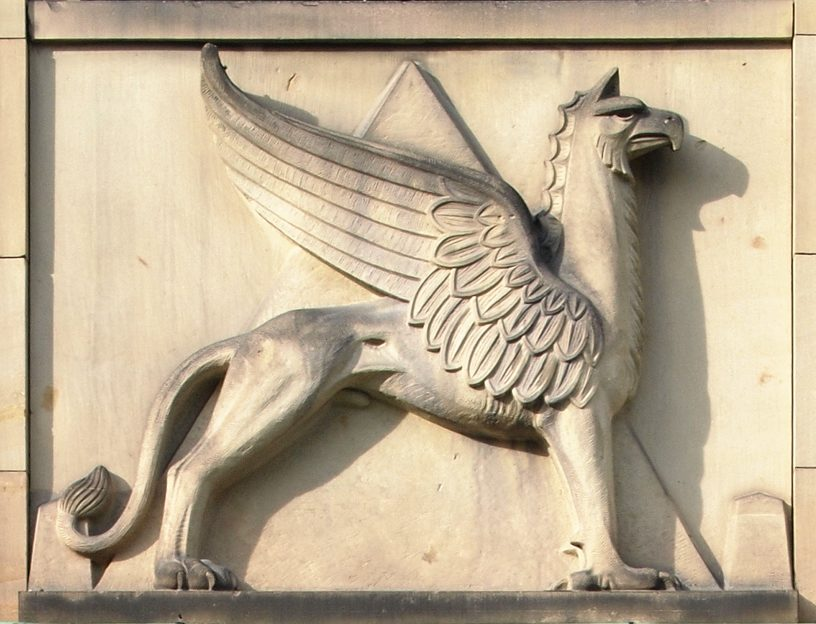
Greifenrelief am Gebäude

Das Haus mit der repräsentativen Sandstein-Fassade wurde von 1895 bis 1898 im Neorenaissance-Stil nach Entwürfen des Architekten Adolf Hanser als Verwaltungsgebäude der Allgemeinen Versorgungsanstalt errichtet. Nach zahlreichen Umbauten und Erweiterungen ging das Gebäude in den Besitz der Stadt Karlsruhe über. Während der Besatzungszeit nach dem Zweiten Weltkrieg war das Gebäude von der französischen und später von der US-amerikanischen Besatzungsmacht beschlagnahmt.
In dem Gebäude befand sich von 1969 bis 2021 die Geschäftsstelle der Ortsgruppe Karlsruhe des Schwarzwaldvereins.